# Madema
Madema là một chi bướm đêm thuộc họ Erebidae.